# Agostino Abbagnale
Pour les articles homonymes, voir Abbagnale.
Agostino Abbagnale, né le 25 août 1966 à Pompei, dans la province de Naples, en Campanie, est un rameur italien.
Il est le frère de Carmine et Giuseppe Abbagnale.

## Biographie
Il obtient la médaille Thomas-Keller en 2006.

## Hommage
Le 7 mai 2015, en présence du président du Comité national olympique italien (CONI), Giovanni Malagò, a été inauguré  le Walk of Fame du sport italien dans le parc olympique du Foro Italico de Rome, le long de Viale delle Olimpiadi. 100 tuiles rapportent chronologiquement les noms des athlètes les plus représentatifs de l'histoire du sport italien. Sur chaque tuile figure le nom du sportif, le sport dans lequel il s'est distingué et le symbole du CONI. L'une de ces tuiles lui est dédiée.

## Palmarès

### Jeux olympiques
- 1988 à Séoul,  Corée du Sud
  -  Médaille d'or en quatre de couple
- 1996 à Atlanta,  États-Unis
  -  Médaille d'or en deux de couple
- 2000 à Sydney,  Australie
  -  Médaille d'or en quatre de couple

### Championnats du monde d'aviron
- 1985 à Hazewinkel,  Belgique
  -  Médaille d'argent en huit barré
- 1997 à Aiguebelette,  France
  -  Médaille d'or en quatre de couple
- 1998 à Cologne,  Allemagne
  -  Médaille d'or en quatre de couple
- 2002 à Séville,  Espagne
  -  Médaille d'argent en deux de couple